# Florin Mergea
Florin Mergea (n. 26 ianuarie 1985, Craiova) este un jucător profesionist de tenis de câmp.

## Cariera

### Juniori
La vârsta de 14 ani s-a clasat pe locul I la dublu, împreună cu Horia Tecău, la europenele pentru juniori de la San Remo.
În 2002 a fost campion la dublu, alături de Horia Tecău, la Wimbledon juniori, finalist la dublu la Australian Open împreună cu Horia Tecău și câștigător al Orange Bowl la dublu.

În 2003, campion la simplu și la dublu la Wimbledon juniori, finalist la simplu și dublu juniori la Australian Open.

### Seniori
Este component al lotului național de Cupa Davis.
La Jocurile Olimpice Rio 2016, Horia Tecău și Florin Mergea au scris istorie, cucerind prima medalie olimpică pentru tenisul românesc, argint la dublu masculin. În 2002, ca juniori, au câștigat împreună turneul de Mare Slam de la Wimbledon, au fost finaliști la Australian Open și au câștigat Orange Bowl.

### 2017
La sfârșitul anului 2016, Mergea și-a încheiat parteneriatul cu Rohan Bopanna, iar anul acesta formează echipă cu britanicul Dominic Inglot.
La Australian Open, Florin și Inglot vor juca în runda inaugurală cu australienii Luke Saville și Jordan Thompson.

## Rezultate
| Legendă (Dublu)        |
| Grand Slam (0)         |
| Tennis Masters Cup (0) |
| ATP Masters Series (0) |
| ATP Tour (0)           |
| Challengers (0)        |
| Futures (7)            |

### Câștigător la dublu
| Nr. | Data               | Turneu                  | Suprafața | Partener              | Adversari în finală                           | Scor în finală      |
| 1.  | 8 august 2004      | Timișoara, România      | zgură     | Horia Tecău           | Marius Călugăru Ciprian Porumb                | 6–3, 6–3            |
| 2.  | 9 octombrie 2004   | Roma 2, Italia          | zgură     | Werner Eschauer       | Francesco Aldi Francesco Aldi                 | 6–7(5), 6–3, 6-0    |
| 3.  | 30 iunie 2006      | Almaty 2, Kazahstan     | zgură     | Teodor-Dacian Crăciun | Alexey Kedryuk Alexandre Kudryavtsev          | 6-2, 6-1            |
| 4.  | 9 septembrie 2006  | Brașov, România         | zgură     | Horia Tecău           | Andrian Cruciat Marcel-Ioan Miron             | 5–7, 6–3, [10-8]    |
| 5.  | 2 martie 2008      | Cherbourg, Franța       | hard (i)  | Horia Tecău           | Jean-Claude Scherrer Márcio Torres            | 7-5, 7-5            |
| 6.  | 29 iunie 2008      | Constanța, România      | zgură     | Horia Tecău           | Júlio Silva Simone Vagnozzi                   | 6-4, 6-2            |
| 7.  | 10 septembrie 2011 | Brașov, România         | zgură     | Victor Anagnastopol   | Dušan Lojda Benoît Paire                      | 6-2, 6-3            |
| 8.  | 19 februarie 2012  | F1 Zagreb, Croația      | hard      | Andrei Dăescu         | Mirza Basic Mate Delic                        | 7–5, 6–1            |
| 9.  | 26 februarie 2012  | F2 Zagreb, Croația      | hard      | Andrei Dăescu         | Ivan Sabanov Matej Sabanov                    | 4–6, 6–4, [10-4]    |
| 10. | 18 martie 2012     | F2 Sherbrooke, Canada   | carpetă   | Andrei Dăescu         | Milan Pokrajac Peter Polansky                 | 7–6(6), 3–6, [10-1] |
| 11. | 15 aprilie 2012    | F7 Angers, Franța       | carpetă   | Andrei Dăescu         | Marc Gicquel Nicolas Renavand                 | 6–2, 3–6, [10-7]    |
| 12. | 20 mai 2012        | F1 Cluj-Napoca, România | zgură     | Andrei Dăescu         | Llaurențiu-Ady Gavrilă Dragoș Cristian Mîrtea | 7–6(2), 6–1         |
| 13. | 27 mai 2012        | F2 București, România   | zgură     | Andrei Dăescu         | Marius Copil Victor Crivoi                    | 7–6(4), 6–2         |

### Finalist la dublu
| Nr. | Data            | Turneu              | Suprafața | Partener      | Adversari în finală              | Scor în finală   |
| 1.  | 11 martie 2012  | F1 Gatineau, Canada | hard      | Andrei Dăescu | Devin Britton John-Patrick Smith | 5–7, 6–3, [5-10] |
| 1.  | 21 aprilie 2012 | Roma, Italia        | zgură     | Andrei Dăescu | Dustin Brown Jonathan Marray     | 4–6, 6–7(0)      |
| 2.  | 14 aprilie 2012 | Timișoara, România  | zgură     | Andrei Dăescu | Goran Tošić Denis Zivkovic       | 2–6, 5–7         |